# Reinhard Jirgl
Reinhard Jirgl (Berlino Est, 16 gennaio 1953) è uno scrittore tedesco.
Trascorsa la fanciullezza presso la nonna a Salzwedel, nel 1964 Reinhard Jirgl ritorna a Berlino presso i genitori, entrambi interpreti. Terminate le medie superiori, comincia a lavorare come elettricista. Dal 1971 al 1975 studia elettronica alla Humboldt-Universität di Berlino. Nel frattempo frequenta seminari letterari e circoli di poeti. Laureatosi come ingegnere elettronico, presta la sua opera nel reparto manutenzione di un istituto berlinese di ricerca dell'Accademia delle Scienze della Repubblica Democratica Tedesca. Nel 1978 abbandona la poco amata professione e diventa tecnico delle luci presso il teatro Volksbühne. Dal 1996 vive a Berlino come scrittore professionista. È membro del P.E.N. tedesco e dal 2009 anche della “Deutsche Akademie für Sprache und Dichtung” (“Accademia Tedesca per la Lingua e la Letteratura”).
Negli anni ottanta Jirgl faceva parte di quella generazione di autori della Repubblica Democratica Tedesca che sperimentavano varie forme di produzione letteraria. Oggi è considerato uno dei più importanti e moderni autori tedeschi.
Jirgl si fece conoscere come scrittore con il romanzo Abschied von den Feinden (Monaco, 1995: Addio ai nemici), il cui manoscritto aveva vinto il “Premio Döblin” nel 1993. Strettamente legato a questo primo successo è il romanzo Hundsnächte (Monaco, 1997: Notti da cane).
Seguirono altri testi, tra i quali Die atlantische Mauer (Monaco, 2000: Il muro atlantico), Die Unvollendeten (Monaco, 2003: Gli incompiuti) e Abtrünnig (Monaco, 2005: Rinnegato).
Già nel suo primo successo (Addio ai nemici) emerge lo scetticismo radicale di Jirgl nei confronti dell'uomo e delle istituzioni, siano esse di tipo collettivistico o capitalistico. Tale scetticismo emerge drammaticamente e inesorabilmente da testi dotati di rara potenza espressiva.